# Quinn Allman
Quinn Allman, född 18 januari 1982 i Orem, Utah, är gitarrist i det amerikanska rockbandet The Used. Han var bara 15 år när han började spela i bandet. Vid sidan av The Used, har Quinn ett annat band som heter Evaline. Evaline spelade på Warped Tour 2006 och spelade även på Taste of Chaos 2007.
Quinn är även vegetarian och stödjer PETA, har två bröder (Ian och Riley) och en syster (Rondee), samt kan spela 15 olika instrument. Bland andra klarinett, piano, gitarr och trummor.
Quinn Allman avslutade sitt samarbete med The Used 2015.

## Diskografi
Album med The Used
- The Used (2002)
- In Love and Death (2004)
- Lies for the Liars (2007)
- Artwork (2009)
- Vulnerable (2012)
- Imaginary Enemy (2014)

Album med Andy Black
- The Shadow Side (2016)